# うましか
うましかは、日本の漫画家。成人向け漫画雑誌で活動している。
当初は富士美出版の『COMIC桃姫』で執筆していたが、『COMIC天魔』ほか茜新社系をメインに活動している。
2017年には活動の場をコアマガジンに移している。

## 作品リスト

### 単行本
1. 『蜜蜂の囁き』 2004年7月発売、富士美出版〈富士美コミックス〉、ISBN 4-89421-583-7
  - 美里 甘い香りに絡めとられて
  - 悠香 甘い香りに絡めとられて
  - Executive
  - ただいま研修中
  - 吊り籠
  - 宴の檻
  - 職業[新妻]
  - 課外授業
2. 『召しあがれ』 2005年10月発売、富士美出版〈富士美コミックス〉、ISBN 4-89421-648-5
  - ましゅまろフカフカ
  - ぷりんフルフル
  - しふぉんフワフワ
  - しょこらトロトロ
  - べるべっと #♣
  - べるべっと #♠
  - べるべっと #♦
  - べるべっと #♥
  - CALL〈P〉#1
  - CALL〈P〉#2
3. 『エプロンドレス』 2007年12月14日発行[1]、茜新社〈TENMA COMICS〉、ISBN 978-4-87182-958-8
  - BLANC DE BLANCS（COMIC RIN vol.23、2006年）
  - BLANC DE BLANCS Rosé（COMIC RIN 2007年2月号）
  - BLANC DE BLANCS Full body（COMIC RIN 2007年3月号）
  - BLANC DE BLANCS bouquet（COMIC RIN 2007年8月号）
  - BLANC DE BLANCS mousseux（COMIC RIN 2007年11月号）
  - Plain（アンソロジー『絶対ニーソLOVE」、2007年）
  - トライアングル（COMIC RIN vol.15、2006年）
4. 『ご主人さまをつまみぐい』 2009年11月20日発売[2]、茜新社〈TENMACOMICS RIN〉、ISBN 978-4-86349-110-6
  - fff #1〜#7（COMIC RIN 2007年5, 9, 10, 12月号、2009年4, 8, 11月号）
5. 『じゃくにくきょうしょく～若肉饗食～』 2013年2月22日発売[3]、茜新社〈TENMACOMICS RIN〉、ISBN 978-4-86349-345-2
  - オトナノアジ（COMIC RIN 2012年2月号）
  - おおかみさん ひつじさん [前編・後編]（COMIC RIN 2010年2, 4月号）
  - オルスバン（COMIC天魔 2012年10月号）
  - Sugar Pet（COMIC RIN 2008年2月号）
  - 夢想補完（COMIC RIN 2011年1月号）
  - 参考書のウラ（COMIC天魔 2013年1月号）
  - Reading Agency（COMIC SIGMA vol.70、2012年）
  - プラトニックハーツ（COMIC RIN 2010年7月号）
6. 『ぷちぱい』 2014年9月26日発売[4]、茜新社〈TENMA COMICS〉、ISBN 978-4-86349-450-3
  - マネージメントスキンシップ（COMIC RIN 2012年4月号）
  - 見上げるそらの（COMIC天魔 2013年10月号）
  - 貧乳メガネでまったりと（COMIC天魔 2014年7月号）
  - スキップ・ステップ・バカップル（COMIC RIN 2009年6月号）
  - はにはに（COMIC RIN 2010年9月号）
  - おにゃのコ注意報（COMIC RIN 2011年6月号）
  - おにゃのコ注意報2（COMIC RIN 2011年11月号）
  - For Example（COMIC RIN 2009年2月号）
  - おにゃのコ注意報 おまけ
7. 『ベルベット スワンプ』 2017年12月1日発売[5]、コアマガジン〈MEGASTORE WEB COMICS〉、電子書籍のみ
  - Whisper
  - 放課後少女
  - アワセカガミノ檻
8. 『少女羽化』 2020年4月30日発売[6]、コアマガジン〈メガストアコミックス〉、ISBN 978-4-86653-415-2
  - Marionette Half
  - Whisper
  - 放課後少女
  - 放課のエッセンス
  - アワセカガミノ檻
  - アリスタクラシーの夢 ～子羊風～
  - 事情あり共棲（情事）
  - てとらとらっぷ 前編・後編

### 単行本未収録作品
- COMIC RIN（茜新社）